# 이시하라 히로카즈
이시하라 히로카즈(일본어: 石原 広教, 1999년 2월 26일~)는 일본의 축구 선수이다.

## 구단 경력
그는 2016년 J1리그의 쇼난 벨마레에 입단했다. 2018년에 J리그컵 우승을 차지했다. 2019년 J2리그의 아비스파 후쿠오카로 임대 이적했다. 2020년 쇼난 벨마레로 복귀했다. 2024년 우라와 레즈로 이적했다.